# Ашхайм
Ашхайм (нем. Aschheim) — община в Германии, в земле Бавария. 
Подчиняется административному округу Верхняя Бавария. Входит в состав района Мюнхен.  Население составляет 7665 человек (на 31 декабря 2010 года). Плотность населения - 273,3 /км².Занимает площадь 28,04 км².
Коммуна подразделяется на 2 сельских округа.
На территории коммуны преобладает морской климат. 

## Города-побратимы
- Мужен, Франция
- Лерос, Греция
- Едовнице, Чехия
- Котврдовице, Чехия